# Oglasa arcuata
Oglasa arcuata är en fjärilsart som beskrevs av Fabricius 1787. Oglasa arcuata ingår i släktet Oglasa och familjen nattflyn. Inga underarter finns listade i Catalogue of Life.